# تطبيق القانون في إيطاليا

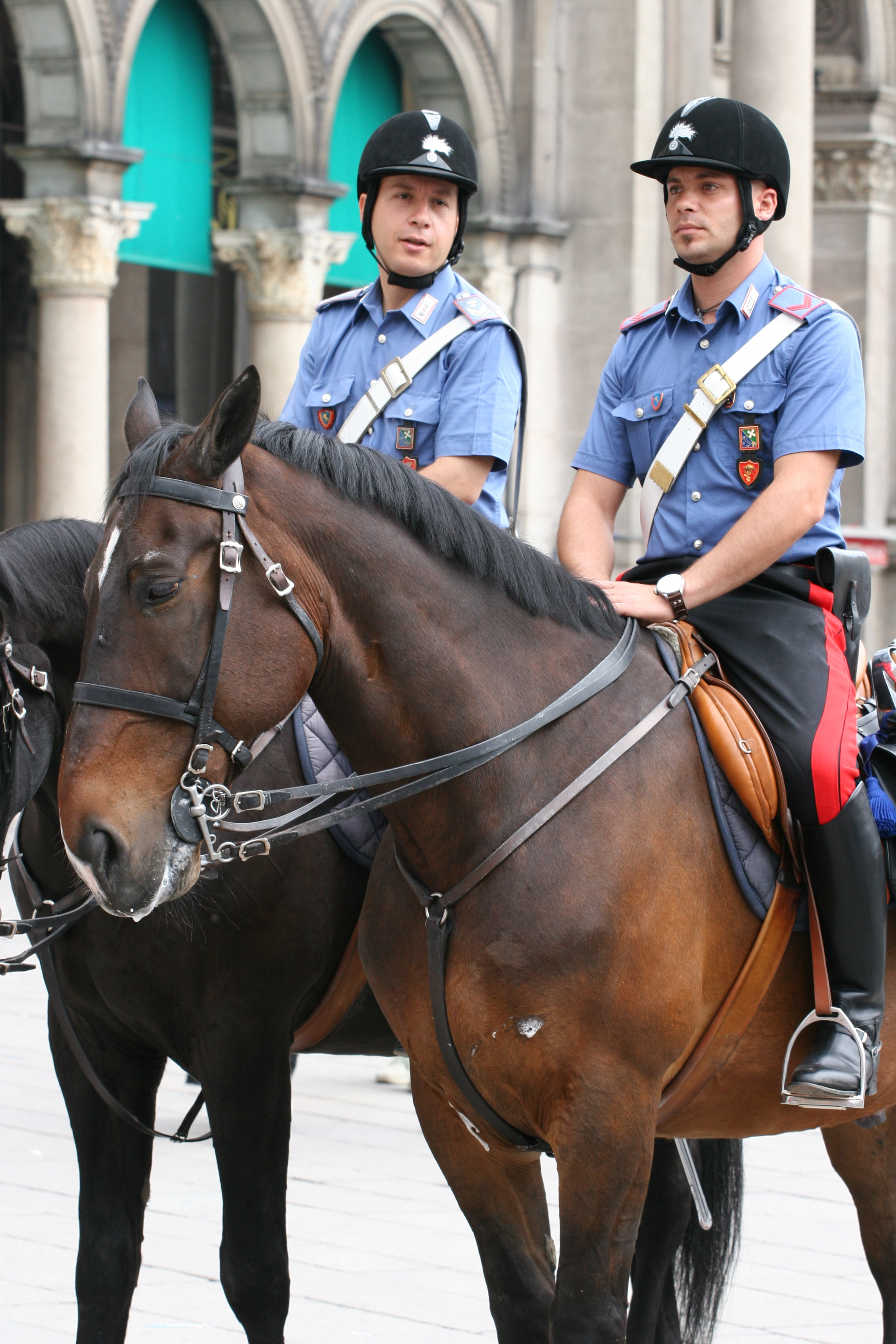
ضباط في الكارابنييري.

يجري تطبيق القانون في إيطاليا من قبل قوات ثمانية فروع منفصلة من قوات الشرطة، ستة منها مجموعات وطنية في إيطاليا.
خلال عام 2005 في إيطاليا، بلغ تعداد أفراد قوات الشرطة العاملين من جميع الوكالات 324,339 وهو أعلى رقم في كل أوروبا للفرد الواحد، وضعفي عددهم في المملكة المتحدة.